# Khariya
Khariya è una suddivisione dell'India, classificata come census town, di 9.836 abitanti, situata nel distretto di Sonbhadra, nello stato federato dell'Uttar Pradesh. 